# 剣客商売
『剣客商売』（けんかくしょうばい）は、池波正太郎による時代小説。1972年1月から1989年7月まで『小説新潮』で断続的に連載された。また、番外編として「黒白」と「ないしょないしょ」の2篇が、1981年4月から1988年5月まで『週刊新潮』で連載された。
『リイドコミック』（リイド社）よりさいとう・たかを（作画）、北鏡太（脚色）による漫画版が1998年から1999年まで連載された。また「コミック乱」（リイド社）にて大島やすいちによる漫画版が2008年から連載中となっている。

## 概要
『鬼平犯科帳』や『仕掛人・藤枝梅安』と並ぶ池波正太郎の代表作である。全16巻の単行本は2012年6月時点で1800万部以上を売り上げており、テレビ・舞台・漫画化されている。漫画の累計発行部数は2024年1月時点で315万部を突破している。無外流の老剣客、秋山小兵衛（あきやま こへえ）を主人公とし、小兵衛と後添いのおはる、息子の大治郎、女剣客の佐々木三冬らが、江戸を舞台に様々な事件に遭遇し活躍する。
池波の死去により未完となっているが、晩年のインタビューでは「この後は小兵衛の孫の小太郎を主人公にするつもり」と構想を明かしていた。
なお、未完ではあるが、同様に人気を博した「鬼平犯科帳」「仕掛人藤枝梅安」がエピソードの連載途中で絶筆してしまったのに対し、本作は連載と連載の間で池波が没したことから、外伝も含めて現存する各話は全て結末まで描かれている。
池波は新潮社刊『日曜日の万年筆』に収録された随筆「名前について」で「小兵衛の性格については、いろいろなモデルがあるのだけれども、その風貌は旧知の歌舞伎俳優・中村又五郎をモデルにした」と書いており、後述するように中村又五郎は実際に小兵衛をテレビドラマで2度演じたことがある。

## 登場人物

### 主要人物
秋山小兵衛
無外流の達人である老剣客であり小粋な人物。初登場時は59歳。以降75歳までの姿が描かれる。原作では何度か小兵衛の死についても書かれており、文化8年（1811年）にかつての門人で町医者の内田久太郎（二代目・村岡道歩）に看取られて93歳で亡くなったとされている。
無外流宗家・辻平右衛門に師事し、辻が大原の里に引きこもった後は独立して江戸に残り、四谷・仲町に修行の厳しさゆえ人数こそ少ないが知る人ぞ知る道場を構える。現在は道場を閉鎖し、鐘ヶ淵に隠居して気ままな生活を送っている。
道場を構えていた頃にお貞と結婚し二人の間に大治郎が生まれるが、大治郎が7歳の頃にお貞は亡くなっている。鐘ヶ淵に隠居してから、息子より年下で41歳も歳の離れたおはると再婚した。
辻平右衛門の門下であった頃は、弟弟子である嶋岡礼蔵と並んで同道場の双璧と呼ばれた。老いてもその実力は天下無双、素手で数人の浪人を瞬く間に倒してしまい、数人の剣士を一人で斬り倒すほどである。
元々金には困らない境遇（小判を顎で使っていると評される）だが、後にとある金貸しより千五百両の大金を遺贈され、それを世のため人のために使う。また人脈もきわめて広く、身分を問わず多くの人に深く敬愛信頼されている。好奇心が強く人間そのものの達人であり、悪には容赦せず、弱く苦しむ者には助けを惜しまない。芸術・美食にも関心が強い。
秋山大治郎
秋山小兵衛の息子。小柄な父と外見的にはあまり似ておらず、長身で筋骨逞しい。最初は実直でやや堅物な青年だったが、徐々に小兵衛のような粋な人間になっていき、次第に江戸で有名な無外流の剣客になっていく。
7歳の時に母親（お貞）と死別し、以後、小兵衛に男手一つで育てられる。13歳の時に剣客を目指して小兵衛に剣術の指南を受け、15歳の時に大原の里の辻平右衛門の下に赴き、嶋岡礼蔵を第二の師匠として彼の指南を受ける。20歳の頃に辻平右衛門が亡くなり、その後4年ほど諸国を巡って修行の旅に出て江戸に戻り、父の世話で浅草の外れにある真崎稲荷神社の近くに道場を構えた。
小兵衛の教えをよく守り、諸国を巡って様々な剣を熱心に学んだだけあって剣客としての実力は素晴らしく、対峙した人物から「いずれは父を超えるのではないか」と評されたこともある。が、時折父である小兵衛の見せる手並みに「自分には到底できぬこと」と感服する場面もあり、経験の浅い分だけまだ追いつけていない。
良くも悪くも真面目過ぎるために当初は門下生が増えず苦労していたが、次第に飯田粂太郎ら数少ない門人達に稽古をつけながら、田沼意次の屋敷内にある道場にも出稽古に赴く生活を続けている。
後に佐々木三冬と結婚し、息子の小太郎が生まれる。
ドラマにおいて加藤剛が最初に演じた際は、江戸に帰還した直後の様子から描かれたが、渡部篤郎が演じた際は江戸に帰還してある程度時期が経ってからが描かれている。
おはる
関屋村の百姓・岩五郎とおさきの次女（ドラマに於いて藤田まこと版には両方が登場。その他の版には岩五郎のみ登場）。小兵衛が鐘ヶ淵に隠居してから、隠宅に奉公にやって来るが、その後、小兵衛の手が付き、隠宅に訪れる三冬におはるが嫉妬していたこともあって結婚。
二人が男女の仲になったことに両親は当初は戸惑いを感じ、特に父親の岩五郎は怒っていたのだが、その後は小兵衛ともすっかり馴染んでいる。呑気で純朴な性格だが、当初は三冬が訪れると機嫌を損ねるなどやや嫉妬深い一面も。料理上手であり、美食家の小兵衛を満足させるほどの腕前。また、漁師であった叔父に仕込まれており、小船もよく漕ぐ。ドラマ版では後に一子をもうけている。夫である小兵衛とは40以上の齢の差があるが、作中の描写によると小兵衛より先に48歳で世を去る。
大治郎よりも年下であり、そのために大治郎から「母上」と呼ばれることをあまり好まない。
佐々木三冬
田沼意次の妾腹の娘。一刀流・井関忠八郎の弟子で、井関道場の四天王の一人などと称された男装の女武芸者。モデルは江戸時代前期に実在した女性剣術家佐々木累と思われる。
父への反発もあり何事にも肩肘を張った性格で、父より縁談の話が持ち込まれても、自分より弱い者の妻になる気は無いとして、自分と試合を行い勝った者に嫁ぐと言って憚らないほどであった。田沼の屋敷へは帰らず、母方の叔父である書物問屋・和泉屋吉右衛門が持っている根岸の寮に、老僕の嘉助と暮らす。
秋山父子と交流を深めていくうちに次第に女らしくなる。当初は、小兵衛に憧れとも愛情とも付かぬ感情を抱いていたが、やがて大治郎に好意を抱くようになり、結婚した。結婚後は男装をやめるが、帯は細く水木結び、若衆髷は髪を後ろに垂らし先を紫ちりめん縮緬で包むという特徴的な風俗に変化。また、結婚してからも稽古を続けており、以前より上達しているようである。
ドラマにおいては藤田まこと版でのみ結婚しており、それ以前に放送された他の版では未婚である。
田沼意次
10代将軍・徳川家治の寵愛を受けた老中。
武芸を奨励しているため、秋山父子に何かと目を懸けている。後に娘婿となる秋山大治郎に屋敷内にある道場を任せている。
一般的には、賄賂政治を行った悪徳政治家とされることが多いが、本作では卓越した大局観と政治力を持つ好人物として描かれている。

### 準主要人物
弥七
小兵衛の門人だった四谷・伝馬町の御用聞き。彼の父親も同じ職業であり、親子2代にわたる御用聞きである。
女房のおみねが「武蔵屋」という料理屋を経営している。料理屋は繁盛しているらしく、探索などにかかる費用・手下のための費用を安定して捻出することが出来る為、当時の御用聞きにありがちなゆすり・たかりとは一切無縁。弥七も正義感が強く、付け届けなどは一切受け取らないので人々からは「武蔵屋の親分」などと呼ばれ、人望も厚い。
剣術修行をしなくなった今でも、起きている時は何かにつけて自分の感を磨いている。捕縛術の腕前も相当なもので、並大抵の悪党は苦も無く捕らえてしまう。
息子が一人いるが、ドラマ版には息子は登場しない。加藤剛・山形勲版では妹が登場する。
徳次郎（傘屋の徳次郎）
通称・傘徳。弥七の手下。特技は尾行。弥七同様に秋山父子の為に働く。些細なことで人を殺してしまったことがあり、その現場に駆け付けた弥七が一目で気に入り、自分の下で働くなら罪は不問に付すという条件付きで罪を免ぜられた。その恩義から手下になったという過去がある。
また、大治郎に作中で二度も命を救われた事にも恩義を感じており、「春の嵐」で大治郎の名を騙る辻斬り事件が起きた際には危険を顧みず尽力した。
この他、藤田まこと版末期のスペシャル版には、一緒に役回りの類似した「桶屋の太次郎（通称・桶太次）」なる人物が登場する。
長次・おもと
小兵衛がひいきにしている料亭｢不二楼」の板前と女中。後に結婚し、浅草・駒形町に小料理屋｢元長｣を開く。
｢元長｣は小兵衛の命名によるで、おもとと長次の名前を一字ずつ取って店名にした。
ただし、ドラマ（藤田まこと版）では、一貫しておもとが女将の立場になっており、長次とは結婚していない。また、主要な舞台として「不二楼」が登場するのは藤田まこと版のみで、他の版には登場しなかったり、してもその扱いはきわめて地味になっている。
嘉助
佐々木三冬の老僕。三冬が大治郎と結婚するまでは根岸の寮において三冬の世話をしていたが、結婚してからも三冬は嘉助を気遣って大治郎と共に根岸の寮を何度か訪れている。
小川宗哲
本所・亀沢町の町医者。上下の身分に関係なく行き届いた診察と治療を行うので、本所界隈での名声は高い。
小兵衛との親交は15年以上に及び、小兵衛とは碁敵の間柄である。本人の話によると、以前はお金のことしか考えない人物だったらしい。
ドラマの版により人物設定が微妙に異なり、藤田まこと版までは小兵衛より年長に描かれたが、北大路欣也版では同年輩のような描写になっている。
生島次郎太夫
老中・田沼主殿頭意次の用人。田沼意次の懐刀と呼ばれている。
小兵衛をして「さすがに切れるお方だぞえ」と言わしめるほどの人物。

### 剣客や小兵衛の同輩
牛堀九万之助
浅草・元鳥越町に奥山念流の道場を構える剣客。
「まゆ墨の金ちゃん」から登場。博打や女遊びに耽りながら道場や自宅にまで上がり込む三浦金太郎には閉口していた。大治郎を狙う刺客に一口乗って見物に回るという金太郎の行動にやきもきするが、大治郎に立ち合いを挑んで負けた金太郎の死に水を取った。
土井能登守の面前で行われた試合で秋山小兵衛と闘い、それをきっかけに懇意の間となる。生涯、妻を娶らず剣の道に没頭し、独自の境地を開いた名手で、人柄も良いため、道場は小さいが名門の子弟が多い。仕掛人・藤枝梅安の登場人物とも関わりがある。
辻平右衛門
無外流宗家で小兵衛の師。故人。
本名を三沢千代太郎と言い、宗家を継ぐに当たって今の名に改める。小兵衛や嶋岡礼蔵といった名のある剣客を幾人も輩出するが、突然、京都・大原の里へ旅立ち、同地にこもる。その際、道場は後を継ごうとするものがいなかったため閉じられることになった。
嶋岡礼蔵
小兵衛の弟弟子（歳は小兵衛より三つ下）。大治郎にとっては第二の師でもある。
剣術の腕は随一で、辻平右衛門の門下では、秋山小兵衛と嶋岡礼蔵は｢竜虎｣や｢双璧｣と評された。無外流宗家・辻平右衛門に師事し、辻が大原の里に引きこもった際には唯一師に従うことを許され、江戸を去る。
柿本源七郎との果し合いを行うため江戸にやって来るが、果し合いの前に、柿本の門人・伊藤三弥が放った矢に倒れる。
小兵衛の最初の妻・お貞を好いており、彼女を巡って小兵衛と勝負したこともあった。死後、小兵衛の手によってお貞の墓の隣に葬られた。その遺髪は大治郎が礼蔵の兄のもとへ赴き、直接手渡している。
原作ではお貞をめぐる恋の争いをいまだ心の中で引きずっていたのか、柿本の件で江戸に来た時は小兵衛と顔を合わせることはなかったが、ドラマ（藤田まこと版・北大路欣也版）では小兵衛と酒を酌み交わし、話に花を咲かせている。
井関忠八郎
一刀流の名人で、三冬の師。田沼意次を介して小兵衛とも交流があった。
剣技は勿論、人柄も優れ、門下には諸大名の家来や大身旗本の子弟も多かった。55歳で病没するが、その時点で門弟は200人余りにのぼっていた。没後、門弟の間で後継者争いが起き、紆余曲折の後に三冬が道場を継ぐ。しかし、三冬は道場の存続を望む他の門弟の説得を振り切って道場を畳んだ。
金子孫十郎
江戸で屈指の剣客で湯島五丁目に一刀流の大道場を構える。
井関道場の跡目争いの件で、勝負の審判を務めた。秋山親子とも交流を持っており、三冬を客分として扱ったりしている。
作中で本人が登場することは少ないが、名前や道場名はよく登場する。
植村友之助
小兵衛の門人。根岸流の手裏剣も修める。「秋山道場の逸才」と呼ばれた剣士だった。厳しい修行と底なしの飲酒で大病を患い、回復せぬまま身を養っている。家督は弟に譲り、師匠である小兵衛から貸し与えられた金貸しの浅野幸右衛門の旧宅に住む。その時に小兵衛が四谷の道場を構えている時に帳面を綴じるのに使っていた「畳針」を譲り受けている。
旧宅の留守居を始めてから体調も回復の兆しを見せ、下男の為七や近隣の子供たちに読み書きを教えている。なお、ドラマ（藤田まこと）版では浅野幸右衛門とは別のシリーズに登場することもあって、この人物の住居は浅野の旧宅ではなく、また、浅野の後日談でも植村への言及はなかった。
内山文太
辻平右衛門の門人。小兵衛の親友で、年齢は小兵衛より10歳年上だが、弟分の様に接していた。小兵衛とお貞の婚儀の仲人を務めている。
娘が市ヶ谷御門外の茶問屋・井筒屋方に嫁ぎ、そこに引き取られて楽隠居の身を楽しんでいたが、ある出来事によって急激に呆けてしまい、間もなく亡くなる。その死は、小兵衛に衝撃を与え、しばらく陰鬱な日々が続いた。
若い頃、弟の妻と不義を働き、清という女子をもうけており、清の子・お直は、町医者の横山正元と結婚する。
柿本源七郎
辻平右衛門の道場を訪ねた際、嶋岡礼蔵に敗れ、10年後、筑波山で再び礼蔵に挑むが引き分けに終わったため、また10年後に果たし合いをする約束をしていたが、心臓を病んでおり、歩くのも困難な状態になっていた。弟子の三弥によって礼蔵が殺されたことを知った柿本源七郎は小兵衛と大治郎の目の前で自害した。
ドラマ（藤田まこと版）では礼蔵の件を知った後、兄弟弟子の小兵衛から果し合いを望まれ、これを快諾した末小兵衛の手加減無しの斬撃を受けて果てた。一方、加藤剛・山形勲版では果し合いの直前で落命している。
伊藤三弥
柿本源七郎の門人で色子。弓の腕前が高い。
師の柿本源七郎と嶋岡礼蔵の果し合いを前に、病気でろくに歩くこともおぼつかない師を見かね、独断で大治郎の道場に滞在していた礼蔵を襲撃する。礼蔵を射殺すことに成功するが、その場に居合わせた大治郎に右腕を切り落とされる。
その後、腹違いの兄・小雨坊（本名：伊藤郁太郎）と共に秋山父子の命を狙い、鐘ヶ淵の隠宅を襲撃する。しかし、小雨坊は小兵衛に斬られてしまい、その後、小雨坊に焼かれた隠宅が再建された頃に自殺する。
ドラマ（藤田まこと版）では残された左腕一本で大治郎に挑むが、斬り合いの果てに敗れて死す。一方、加藤剛・山形勲版では、礼蔵の殺害に失敗している（もっとも殺害には失敗したものの、瀕死の重傷は負わせ、結果的に礼蔵はその傷が元で亡くなった）。
また、2013年のドラマ（北大路欣也版）では、小雨坊とともに柿本邸に潜伏しているところを秋山父子に見つかり、小雨坊は小兵衛によって成敗され、三弥は小兵衛から自害する事を勧められるもこれを拒絶。結果的に大治郎によって成敗されている。
余談だが、『まゆ墨の金ちゃん』（藤田まこと版）では過去に大治郎との試合で右肩の骨を砕かれ、二度と剣を持てぬ体になった同姓同名の人物が父親共々名前のみ登場する。
これは本来ならば伊藤三弥という存在が登場若しくは語られるはずの『まゆ墨の金ちゃん』と『剣の誓約』『妖怪小雨坊』を別々のシリーズでのエピソードとして制作・放映したためとも考えられる。
ただし、ドラマの版によっては小雨坊が登場しないこともある。中村又五郎版では「伊藤」姓ではなく、「柿本」姓、つまり、源七郎の弟という設定で登場するため、小雨坊の存在が丸々なかったことになっている。
更に、北大路欣也版においても、三弥を手助けするのは別の人物であり、小雨坊は最初から存在していないことになっている。
間宮孫七郎
小兵衛の道場で代稽古を勤めた後に独立して道場を開く。人格の高潔さと指導力を見込まれ、小兵衛が道場を閉じる際には門人の大半を託した。
柳喜十郎
麻布・森元町に道場をかまえている道場主。小柄な体格に柔和な表情そのままの穏やかな性格で、周囲の住民からも「とても剣術の先生とは思えない」と評されるが、大治郎をして「佐々木三冬では勝てない」と言わしめた剣客・大久保兵蔵の間合いを巧みに外し完勝。見物していた小兵衛は「隠れた名人」と絶賛した。
波川周蔵
『暗殺者』に登場した人物。浪人だが人品卑しからぬ体を持つ。元御目付衆・松平伊勢守の用人の息子だった。父が病死した後、母に主人の手がついたことを二人に対する信頼で抑え込んでいたが、些細なことから人を斬ってしまい主の命で逐電していた。以来17年の月日が経つうちに暗殺稼業に手を染めたことで帰参が叶う身では無くなっていた。
波切八郎
『黒白』に登場した小野派一刀流の剣士。とある御前試合で小兵衛と戦い、真剣での勝負を申込むが、門人の水野新吾を斬ったことを切っ掛けに立ち合いの約束を破ることとなる。紆余曲折を経て小兵衛と立ち会った際に利き腕を失い姿を消すが、10数年後に京都で擦れ違う。
三浦平四郎
『ないしょないしょ』に登場した人物。軽輩の御家人だったが小さな農家を買って隠居していた。小兵衛とも古い付き合いで碁を打つ間柄。手裏剣術を嗜んでおり、奉公人のお福にも教えるが、お福のために「手裏剣術など学んでいるのはないしょないしょだ」と語っていた。

### 大治郎の門人
飯田粂太郎
田沼意次の家来。三冬の勧めで大治郎の門人となる。
父・飯田平助も意次に仕えていたが、かつて仕えていた一橋家による意次の毒殺計画に加担したことが、毒薬と報酬の小判を入れた財布を掏られたのを三冬に目撃されたのを切っ掛けに明らかとなり、一度は口封じに殺されそうになったのを小兵衛に助けられて家族の元へ送り届けられるが、良心の呵責を感じて首を吊って自殺を遂げる。意次はその事件の一部始終を知ってはいたが、平助をこれまで通りに用いようとしただけでなく、平助や残された家族を責めることはせず、平助の死後は彼の禄をそのまま粂太郎が継げるようにした。なお、粂太郎は父の死の真相を知らない。
剣の筋に関しては大治郎と小兵衛に「よい」と評されており、素質を認められているが、ドラマ（藤田まこと）版では、稽古中に小兵衛に隙を突かれて打ち負かされるなど、さほどでもないような描写をされている。
ドラマに於いては、加藤剛・山形勲版では上記の設定がそのまま生きていたが、藤田まこと版では第4シリーズから特に説明もなく大治郎の弟子という形でキャストに加わっている。また、同版第1シリーズで描かれた平助の死は、一橋家の刺客が意次に成りすました小兵衛を襲撃した際に、良心の呵責から彼らを裏切って警告を発し、結果裏切り者として容赦なく斬り殺されたものになっている。またこのエピソードでは粂太郎を含む家族は登場せず、妻子と年老いた母を信州に残しているという設定。一方北大路欣也版では平助と粂太郎は原作通りに描かれているが、原作で特に理由が説明されずに行われた平助の口封じについて、意次暗殺の首謀者である一橋治済が意次の動きから平助がヘマをしたせいで事が発覚したと思い立ち、口封じを決意するシーンが追加されている。また、意次は平助の自殺後に治済と対面した折、「かつて平助が仕えていた一橋家に、平助の死を伝えるのは正当なる武士の礼儀」という理由をつけて、平助を死に追いやった治済に静かに怒りを表した。
笹野新五郎
秋山大治郎の門人。表向きは六百石の旗本・笹野忠左衛門の長男だが、実は生島次郎太夫の息子。本人はその事実を知らないが、父と後添いの義母の間に弟が生まれてから自分が父・忠左衛門や亡くなった母の実の子ではないと気付き、師であった朝倉平大夫も殺されて荒れていた頃に世話になった女中・おたかの仇を討たんと大治郎の道場に入門したが、剣術の奥深さを知り復讐心から解き放たれる。だが、この弟子入りで亡師を殺害した犯人に目を付けられて命を狙われると言う顛末があった（新五郎自身、師の仇を討つと明言してはいた）。思わぬ事から師の仇を果たした新五郎は実家を出て小川宗哲宅に下宿を始める。
亡師より一刀流を学んでおり、大治郎をして「相当に使える」「よい師匠についていたのだろう、悪い癖が身についていない」と評され、小兵衛にも「先ずものになろう」と太鼓判を押される腕前。
杉本又太郎
無外流の剣客・杉本又左衛門の息子。小兵衛の友人だった父の亡き後に道場を継ぐが、父親をして「下手の横好き」と評される実力のために門人は四散。匿った女性に恩を受けた狐に取り憑かれ期限付きで圧倒的な強さを得て道場は再興するが、狐が協力する3年のうちに本当の力を身につけようと大治郎に師事する。
「春の嵐」ではひょんな事から菓子舗不二屋の息子・芳次郎を門弟にする。
永井源太郎
幕府御目付衆・永井十太夫の息子だったが父・十太夫が小兵衛によって悪事を暴かれたことで切腹・取り潰されたことで没落、幼少期から学んでいた弓術を活かして商家の用心棒をしていたが、商家を狙う盗賊が差し向けた刺客に襲われた際に小兵衛に助けられる。20代の若輩だが人柄は出来ており、父の敵と言える秋山父子を恨むことなく大治郎の門人となる。

### その他
又六
辻売りの鰻屋。平井新田の長屋に母と住んでいる。柄の悪い異母兄に悩まされるが大治郎に度胸を付けてもらい、その後秋山父子と懇意になる。
懇意になった後も、近所の漁師から新鮮な魚介を仕入れては小兵衛夫婦に届けたりしている。なお、ドラマ版では母親が一切出てこない上に、秋山父子と知り合う時期が版によって異なっている。
杉原秀
一刀流・杉原左内の娘で、根岸流の手裏剣の達人。ある事件で又六と知り合い、後に結婚する。ドラマ（藤田まこと）版では、又六との結婚までは描かれていない。
横山正元
牛込早稲田町の町医者。秋山父子と同じ無外流の剣術の遣い手で、酒も女も大好物と言ってはばからぬ人物。秋山父子との交誼が長い。
内山文太の一件に関わり、内山の死後、その孫娘であるお直と結婚した。

## 書誌情報
ISBNは判明しているもののみ表記している。

### 小説
- 池波正太郎 『剣客商売』 新潮社、全16巻
  1. 「剣客商売」1973年発行
  2. 「辻斬り」1973年5月発行
  3. 「陽炎の男」1973年12月発行
  4. 「天魔」1974年8月発行
  5. 「白い鬼」1975年2月発行
  6. 「新妻」1976年3月発行
  7. 「隠れ簑」1976年10月発行
  8. 「狂乱」1977年5月発行、ISBN 4-10-301214-5
  9. 「待ち伏せ」1978年4月発行、ISBN 4-10-301219-6
  10. 「春の嵐」1978年10月発行、ISBN 4-10-301221-8
  11. 「勝負」1979年11月発行、ISBN 4-10-301225-0
  12. 「十番斬り」1980年9月発行、ISBN 4-10-301214-5
  13. 「波紋」1983年11月発行、ISBN 4-10-301233-1
  14. 「暗殺者」1985年1月発行、ISBN 4-10-301235-8
  15. 「二十番斬り」1987年10月発行、ISBN 4-10-301239-0
  16. 「浮沈」1989年10月発行、ISBN 4-10-301243-9
- 池波正太郎 『剣客商売 番外編 黒白』 新潮社、全3巻（新潮文庫版は上下全2巻）
  1. 「上」1983年2月発行、ISBN 4-10-301230-7
  2. 「中」1983年2月発行、ISBN 4-10-301231-5
  3. 「下」1983年2月発行、ISBN 4-10-301232-3
- 池波正太郎 『剣客商売 番外編 ないしょないしょ』 新潮社、1988年9月発行、ISBN 4-10-301241-2

### 漫画
- 池波正太郎（原作） / さいとう・たかを（作画） / 北鏡太（脚色） 『剣客商売』 新潮社、全5巻
  1. 1998年8月発行、ISBN 4-10-603049-7
  2. 1998年12月発行、ISBN 4-10-603051-9
  3. 1999年3月発行、ISBN 4-10-603052-7
  4. 1999年7月発行、ISBN 4-10-603049-7
  5. 1999年12月発行、ISBN 4-10-603055-1
- 池波正太郎（原作） / 大島やすいち（作画） 『剣客商売』 リイド社〈SPコミックス〉、既刊52巻（2025年7月28日現在）

25巻より、池波の短編作品を田中貴大、益川零堂、天沢彰の手で「剣客」に合わせた形に脚本化したものが加えられている。
- 1. 2008年6月26日発売、ISBN 978-4-8458-3728-1
  2. 2008年10月23日発売、ISBN 978-4-8458-3729-8
  3. 2009年2月25日発売、ISBN 978-4-8458-3730-4
  4. 2009年6月26日発売、ISBN 978-4-8458-3731-1
  5. 2009年11月10日発売、ISBN 978-4-8458-3732-8
  6. 2010年3月10日発売、ISBN 978-4-8458-3733-5
  7. 2010年7月12日発売、ISBN 978-4-8458-3990-2
  8. 2010年10月26日発売、ISBN 978-4-8458-3991-9
  9. 2011年2月28日 発売、ISBN 978-4-8458-3992-6
  10. 2011年6月28日発売、ISBN 978-4-8458-3993-3
  11. 2011年10月27日発売、ISBN 978-4-8458-3994-0
  12. 2012年2月28日発売、ISBN 978-4-8458-3995-7
  13. 2012年6月28日発売、ISBN 978-4-8458-3996-4
  14. 2012年10月28日発売、ISBN 978-4-8458-4358-9
  15. 2013年2月27日発売、 ISBN 978-4-8458-4359-6
  16. 2013年7月11日発売、ISBN 978-4-8458-4360-2
  17. 2013年11月26日発売、ISBN 978-4-8458-4361-9
  18. 2014年1月30日発売、ISBN 978-4-8458-4362-6
  19. 2014年6月26日発売、ISBN 978-4-8458-4363-3
  20. 2014年10月27日発売、ISBN 978-4-8458-4364-0
  21. 2015年2月25日発売、ISBN 978-4-8458-4365-7
  22. 2015年6月26日発売、ISBN 978-4-8458-4366-4
  23. 2015年10月27日発売、ISBN 978-4-8458-4367-1
  24. 2016年2月27日発売、ISBN 978-4-8458-4890-4
  25. 2016年6月27日発売、ISBN 978-4-8458-4891-1
  26. 2016年10月27日発売、ISBN 978-4-8458-4892-8
  27. 2017年2月27日発売、ISBN 978-4-8458-4893-5
  28. 2017年6月27日発売、ISBN 978-4-8458-4894-2
  29. 2017年10月27日発売、ISBN 978-4-8458-5140-9
  30. 2018年2月27日発売、ISBN 978-4-8458-5141-6
    - 連載10周年を記念した特別企画「秋山小兵衛VS雲霧仁左衛門」を収録[4]。

  31. 2018年6月27日発売、ISBN 978-4-8458-5142-3
  32. 2018年10月29日発売、ISBN 978-4-8458-5143-0
  33. 2019年2月27日発売、ISBN 978-4-8458-5144-7
  34. 2019年6月27日発売、ISBN 978-4-8458-5145-4
  35. 2019年10月28日発売、ISBN 978-4-8458-5154-6
  36. 2020年2月27日発売、ISBN 978-4-8458-5155-3
  37. 2020年6月27日発売、ISBN 978-4-8458-5156-0
  38. 2020年10月27日発売、ISBN 978-4-8458-5157-7
  39. 2021年2月27日発売、ISBN 978-4-8458-5158-4
  40. 2021年6月28日発売、ISBN 978-4-8458-5161-4
  41. 2021年10月27日発売、ISBN 978-4-8458-5161-4
  42. 2022年2月28日発売、ISBN 978-4-8458-5163-8
  43. 2022年6月27日発売、ISBN 978-4-8458-5908-5
  44. 2022年10月27日発売、ISBN 978-4-8458-5964-1
  45. 2023年3月27日発売、ISBN 978-4-8458-6201-6
  46. 2023年7月27日発売、ISBN 978-4-8458-6260-3
  47. 2023年11月27日発売、ISBN 978-4-8458-6478-2
  48. 2024年3月27日発売、ISBN 978-4-8458-6589-5
  49. 2024年7月26日発売、ISBN 978-4-8458-6669-4
  50. 2024年11月27日発売、ISBN 978-4-8458-6759-2
  51. 2025年3月27日発売、ISBN 978-4-8458-6878-0
  52. 2025年7月28日発売、ISBN 978-4-8458-6940-4

### 関連書籍
- 池波正太郎（著） / 近藤文夫（料理）『剣客商売 包丁ごよみ』 新潮社、ISBN 4-10-301244-7

## テレビドラマ
1973年に加藤剛・山形勲主演版が、1983年には中村又五郎主演版が、1998年からは藤田まこと主演版が、2012年からは北大路欣也主演版が、いずれもフジテレビで放送されている。

## 他作品とのクロスオーバー
『鬼平犯科帳』
主人公の長谷川平蔵が小兵衛の名を口にする一節があるが、その頃、既に鐘ヶ淵に隠居しているようである。平蔵が三十歳くらいの頃、田沼意次の下屋敷で行われた剣術試合で審判を務めたのが小兵衛だった。なお、その翌年の御前試合には大治郎も参加している。
また、平蔵行き付けの軍鶏鍋屋「五鉄」は店の名が剣客商売の劇中にも登場する。なお、後の作品においては小兵衛の没後数年が経過している旨のセリフがある。
『仕掛人・藤枝梅安』
登場人物の老剣客・浅井新之助について「隠れた名人である小兵衛ほどの人物が希代の名人であると評価している人物」として登場している他、牛堀九万之助の名前と道場が登場しているが、彼自身は登場しておらず、後に病没したようである。小兵衛がひいきにしている浅草橋場の料理屋「不二楼」が、長編「梅安針供養」の終盤に登場している。
『まんぞくまんぞく』
主人公の女性剣士・堀真琴は金子孫十郎の弟子にあたり、後に夫となる織田平太郎は小兵衛の弟子、間宮新七郎の門弟である。また、田沼意次と三冬も名前のみではあるが登場している。
その他
『鬼平犯科帳』や『仕掛人・藤枝梅安』、その他多数の池波正太郎の時代小説でお馴染みの香具師の元締・羽沢の嘉兵衛が番外編「ないしょないしょ」に名前のみ登場している。